# 基什·翁陶尔
基什·翁陶尔（匈牙利語：Kiss Antal，1935年12月30日—2021年4月8日），匈牙利男子田径运动员。他曾代表匈牙利参加1964年、1968年和1972年夏季奥林匹克运动会田径比赛，获得一枚银牌。